# 디미디어 티렉스
디미디어 티렉스(중국어 정체자: 米迪亞暴龍, 영어: dmedia T-REX)는 중화민국 중화 직업봉구 대연맹에 있었던 프로야구 팀이다. 연고지는 타이베이시였다.
2003년에 타이완 직업봉구 대연맹이 중화직봉과 통합 당시에, 대만직봉의 타이중 진캉팀과 지아난 용스팀이 합쳐져서 나루완 타이양으로 창단되었다. 2003년 시즌 전에 청타이 은행(誠泰銀行)을 스폰서로 받아들이면서 팀 이름이 청타이 타이양으로 변경되었다. 이후 2003년 시즌 종료 뒤에 청타이 은행이 구단을 정식으로 매입하면서, 팀 이름이 청타이 코브라즈로 바뀌었다.
2008년에 디미디어가 청타이 팀을 매입하면서 팀 이름이 디미디어 티렉스로 바뀌었다. 하지만 팀 매입 1년도 지나지 않아서 중신 웨일즈와 연루된 승부조작 사건이 터졌다. 이 사건으로 인해 디미디어 티렉스 팀은 연맹으로부터 시즌 중에 제명당했다.